# Mario Alfio
Mario Alfio (in latino Marius Alfius; III secolo a.C. – 215 a.C.) è stato un condottiero sannita, meddix tuticus nel 215 a.C..

## Biografia
Mario Alfio fu eletto meddix tuticus nel 215 a.C. e fu alleato di Annibale durante la seconda guerra punica, soprattutto durante la battaglia di Cuma nel 215 a.C. Alfio era al comando di quattordicimila sanniti, occupati più ad effettuare un sacrificio di tre giorni che nel fortificare il suo accampamento, motivo per il quale Gracco decise di attaccare Hamae e pose delle guardie alle porte; trovando l'accampamento campano in stato di abbandono lo assalì subito ad ogni porta, uccidendo più di duemila uomini e furono catturate trentaquattro insegne militari.